# Arbets- och miljömedicin
Arbets- och miljömedicin är medicinsk specialitet som omfattar hur människor påverkas av faktorer i sin omgivning och i arbetslivet. Läkare med denna inriktning kan arbeta med utredning och diagnosticering av sjukdomar som orsakas av faktorer i arbetsmiljön eller i den allmänna miljön, liksom med förebyggande av eller forskning kring sådan sjukdomar. De kan också arbeta inom företagshälsovård. Specialiteten tillhör i många avseenden området folkhälsovetenskap och motsvaras internationellt av occupational and environmental medicine.

## Miljömedicin
Inom miljömedicin studerar man hur faktorer i omgivningen interagerar med mänsklig hälsa.  Miljömedicin är en vetenskapsgren där syftet inte är att bota en sjukdom utan att förklara dess uppkomst ur miljösynpunkt.
Stora insatser har gjorts för att minska användning av hälso- och miljöfarliga kemikalier. I det perspektivet är det oroande att konstatera att användningen av allergiframkallande ämnen i olika produkter ökar. Likaså har importen av kvicksilver och användningen av andra hälso- och miljöfarliga metaller som krom och kadmium ökat under de senaste åren. Hormonstörande organiska ämnen tillhör de miljögifter som uppmärksammas allt mer.
De flesta personer tillbringar merparten av sin tid inomhus, framför allt i bostaden. Dålig inomhusluft har kommit att stå i centrum för forskningen om brister i inomhusmiljön och hälsa. Andra aspekter på inomhusmiljön med möjlig betydelse för hälsan är buller och ljud, belysning och ljus och rumslig utformning. De effekter som satts i samband med brister i inomhusmiljön spänner från upplevelse av bristande komfort och störning till cancer p.g.a. radon. Överkänslighetsbesvär och astma har relaterats till fuktskador med växt av mikroorganismer, flyktiga kemiska ämnen från byggnadsmaterial, damm och partiklar, rumstemperatur och brister i ventilationssystemen. Omkring 400 årliga fall av lungcancer anses vara orsakade av radon i bostäderna.

## Arbets- och miljömedicin som medicinsk specialitet i Sverige
Arbets- och miljömedicin är i Sverige en medicinsk specialitet som omfattar de två tidigare specialitetsområdena yrkes- och miljömedicin samt företagshälsovård.

### Forskning, utveckling och undervisning i Sverige
På nationell nivå finns i Sverige ett expertorgan inom miljömedicinsk riskbedömning: Institutet för miljömedicin (IMM), en institution vid Karolinska Institutet. 
Regionalt bedrivs utredning av patienter och arbetsplatser, utvecklingsarbete och undervisning vid de regionala arbets- och miljömedicinska landstingsenheterna.  Sådana enheter finns i Lund, Halmstad, Göteborg, Linköping, Stockholm, Örebro, Uppsala och Umeå/Sundsvall.  Vid dessa enheter finns på de flesta orter även en universitetsdel där forskning och undervisning bedrivs. Universitetsdelarna är små med få fast anställda och något fler projektanställda. Sammanlagt arbetar ca 300 läkare, sjuksköterskor, hygieniker, sjukgymnaster, ergonomer, psykologer och beteendevetare inom arbets- och miljömedicinska enheter.

## Risker i arbetslivet
I ett flertal SBU-rapporter med systematiska litteraturöversikter har det påvisats samband mellan exponering för kemiska substanser, joniserande strålning; en arbetssituation med små möjligheter att påverka, i kombination med alltför höga krav; osäkerhet i anställning; helkroppsvibrationer; lyft med framåtböjd rygg; knästående eller stående arbete osv. och sjukdomar som hjärt-kärlsjukdom, ryggproblem, depression, utmattningssyndrom, artros, och sömnstörningar.